# Блэквелл, Тревор
Тре́вор Блэ́квелл (англ. Trevor Blackwell; родился 4 ноября 1969 в Канаде) — программист, инженер и предприниматель из Кремниевой долины.
Блэквелл — разработчик человекоподобных роботов, а также изобретатель «моноколеса». Блэквелл — основатель и генеральный директор робототехнической компании «Anybots». В 2005 году совместно с Полом Грэмом, Робертом Моррисом и Джессикой Ливингстон (англ. Jessica Livingston) основал венчурный фонд Y Combinator. Один из основателей Open AI.

## Биография
Блэквелл вырос в канадском городе Саскатун. Изучал инженерное дело в Карлтонском университете и получил степень бакалавра в области инженерии (англ. BEng) в 1992 году, затем изучал информационные технологии в Гарвардском университете и получил степень доктора философии (англ. PhD) в 1998. В его диссертации использовались случайные методы для анализа производительности сетей и компиляторов.
Ещё будучи школьником, Блэквелл присоединился к сервису «Viaweb», для которого он написал рендеринг изображений, обработку заказов и программное обеспечение для ведения статистики. Компанию в 1998 купила «Yahoo», и Блэквелл переехал в Кремниевую долину, чтобы руководить группой разработки «Yahoo Store».
Он основал компанию «Anybots» в 2001 с целью создания человекоподобных роботов — устройств телеприсутствия.
В 2006 компания анонсировала робота, который во время ходьбы балансирует подобно людям, не за счёт большой площади «подошвы».
Одним из сторонних проектов был одноколёсный самобалансирующий скутер «Юницикл», ставший прототипом «моноколеса». Несколько любителей создали аппарат на основе открытых разработок устройства, коммерческим воплощением его изобретения стало моноколесо.